# Mottoui
Mottoui (wymowa: mottui) – słowo wywodzące się z żargonu haszyszowej subkultury Afryki arabskiej, oznaczające skórzaną torbę specjalnie do produktów z konopi, która posiada zazwyczaj cztery kieszenie, w których umieszcza się kif różnego rodzaju.